# یواس‌اس گلاید (۱۸۶۳)
یواس‌اس گلاید (۱۸۶۳) (به انگلیسی: USS Glide (1863)) یک کشتی بود که طول آن ۱۶۰ فوت (۴۹ متر) بود. این کشتی در سال ۱۸۶۳ ساخته شد.